# ألونزو إدوين برانش
ألونزو إدوين برانش (بالإنجليزية: Alonzo Edwin Branch)‏ هو مدير فني أمريكي، ولد في 30 أبريل 1874 في بوسطن في الولايات المتحدة، وتوفي في 15 ديسمبر 1925 في فلاشينغ ‏ في الولايات المتحدة.